# Einzelgrabkultur
Die Einzelgrabkultur (EGK; dänisch Enkeltgravskultur) ist die Bezeichnung der regionalen Ausprägung der Schnurkeramischen Kultur. Sie datiert ca. 2850 bis 2250 v. Chr. Dies entspricht dem Endneolithikum in süd- und mitteldeutscher Terminologie. In norddeutscher Terminologie wird diese Epoche als Jungneolithikum und in südskandinavischer Terminologie als Mittelneolithikum B bezeichnet.

## Verbreitungsgebiet
Das Gebiet der Einzelgrabkultur erstreckte sich von Jütland über Norddeutschland bis in die Niederlande im Westen, Nordrhein-Westfalen und Sachsen-Anhalt im Süden und Nordpolen im Osten. Auf den dänischen Inseln wird nicht von der Einzelgrabkultur gesprochen, da eine entsprechende Kultur hier nur sporadisch vorkommt.

## Chronologisch kulturelle Einbindung

Verbreitungsgebiet, hier „Corded Ware“

Im nördlichen Mitteleuropa folgt die EGK der Trichterbecherkultur (TBK) und wird vom Spätneolithikum (SN, Dolchzeit) abgelöst. In Südschweden folgt auf die TBK die Bootaxtkultur. In Deutschland schließen sich mit der Oderschnurkeramik im Odermündungsgebiet oder der Saaleschnurkeramik weitere schnurkeramische Gruppen an. Hier ist weiterhin auf die Schönfelder Nordgruppe und die Glockenbecherkultur (GBK; 2500 bis 2000 v. Chr.) hinzuweisen.

## Forschungsgeschichte

### Benennung
Auf Grundlage der Ausgrabung zahlreicher Grabhügel in Schleswig-Holstein erkannte die Archäologin Johanna Mestorf, dass die dortige neolithische Kultur in eine ältere Phase mit Megalithgräbern (Trichterbecherkultur) und eine jüngere Phase mit Einzelgräbern zu differenzieren ist. Das auffällige Merkmal des Einzelgrabes wurde namensgebend für diese archäologische Gruppe. Ihre Ergebnisse publizierte sie 1889 und 1892.

### Wichtige Publikationen
Bereits 1898 stellte der dänische Forscher Sophus Müller eine erste Gliederung der auffälligsten Artefaktgruppe – die Streitäxte – vor.
Für die darauffolgenden Jahrzehnten sind folgende wichtige Akteure zu nennen: N. Åberg (1918), J. E. Forssander (1933) für den südskandinavischen Raum sowie A. Tode (1935) und G. Schwantes (1939) für den deutschsprachigen Raum. Die Gliederung S. Müllers wurde von Peter Vibe Glob (1944) verfeinert. Die von Glob erarbeitete Typochronologie der Streitäxte, aber auch der Keramikformen und Grabtypen ist heute noch teilweise im Gebrauch, besonders in der skandinavischen Forschung. Karl Wilhelm Struve übertrug Globs Ergebnisse auf Schleswig-Holstein. Glob und Struve bilden das heutige Fundament vieler Studien.
Ausführliche Kataloge für andere Regionen wurden wesentlich später erstellt. 1990 für das Elbe-Weser-Dreieck und für das nördliche Sachsen-Anhalt, 1991 für Mecklenburg-Vorpommern. E. Hübner verifizierte die typochronologische Signifikanzen Globs und erstellte einen detaillierte Katalog der Grabbefunde (Grabhügel, keine Nachbestattungen in Megalithgräbern). Sie behielt die typologische Ansprache der Streitäxte bei, veränderte allerdings jene der Gefäßkeramik.
Weitere relevante Studien sind Furholt 2003, Brozio 2012 und Schultrich 2018. Erstere hat alle bis dato verfügbaren 14C-Daten gesammelt und bewertet, letztere beiden Studien haben die Funde und Befunde in ausgewählten Regionen (Nordostniedersachsen bzw. Schleswig-Holstein) aufgearbeitet. Eine neue Studie Brozios hat die Chronologie Hübners für Norddeutschland justiert.

### Gliederung
In Jütland lassen sich drei Phasen unterscheiden: In der Untergrabzeit sind die Gräber eingetieft, in der Bodengrabzeit ebenerdig und in der Obergrabzeit über Bodenniveau angelegt. Häufige Nachbestattungen in den Hügeln erlauben horizontalstratigrafische Aussagen. Diesen Phasen lassen sich bestimmte Typen von Streitäxten zuordnen, deren Gliederung in zwölf Typen zunächst eine relative und mittlerweile eine absolute Datierung zulassen. Der dänische Rigsantikivar P. V. Glob hat die Beobachtung, dass sog. A-Äxte früh, in die die Untergrabzeit einzuordnen sind, auf den gesamten Bereich der Schnurkeramik angewandt. Dies führte zur Annahme eines gleichzeitigen, gemeineuropäischen A-Horizontes. Dieser wurde mittlerweile falsifiziert. Die ursprünglich von Glob vorgeschlagene Gliederung wurde zumindest für Jütland und Schleswig-Holstein verifiziert und mit absoluten Daten ausgestattet. Das Jungneolithikum (JN) I entspricht der Untergrabzeit (2850–2600 v. Chr.), das JN II der Bodengrabzeit (2600–2450 v. Chr.) und das JN III der Obergrabzeit (2450–2250 v. Chr.). Für Norddeutschland konnte dies grob, aber nicht in selber Genauigkeit verifiziert werden. Das JN IIIb überschneidet sich mit dem Beginn des Spätneolithikums.

## Materielle Kultur

### Keramik

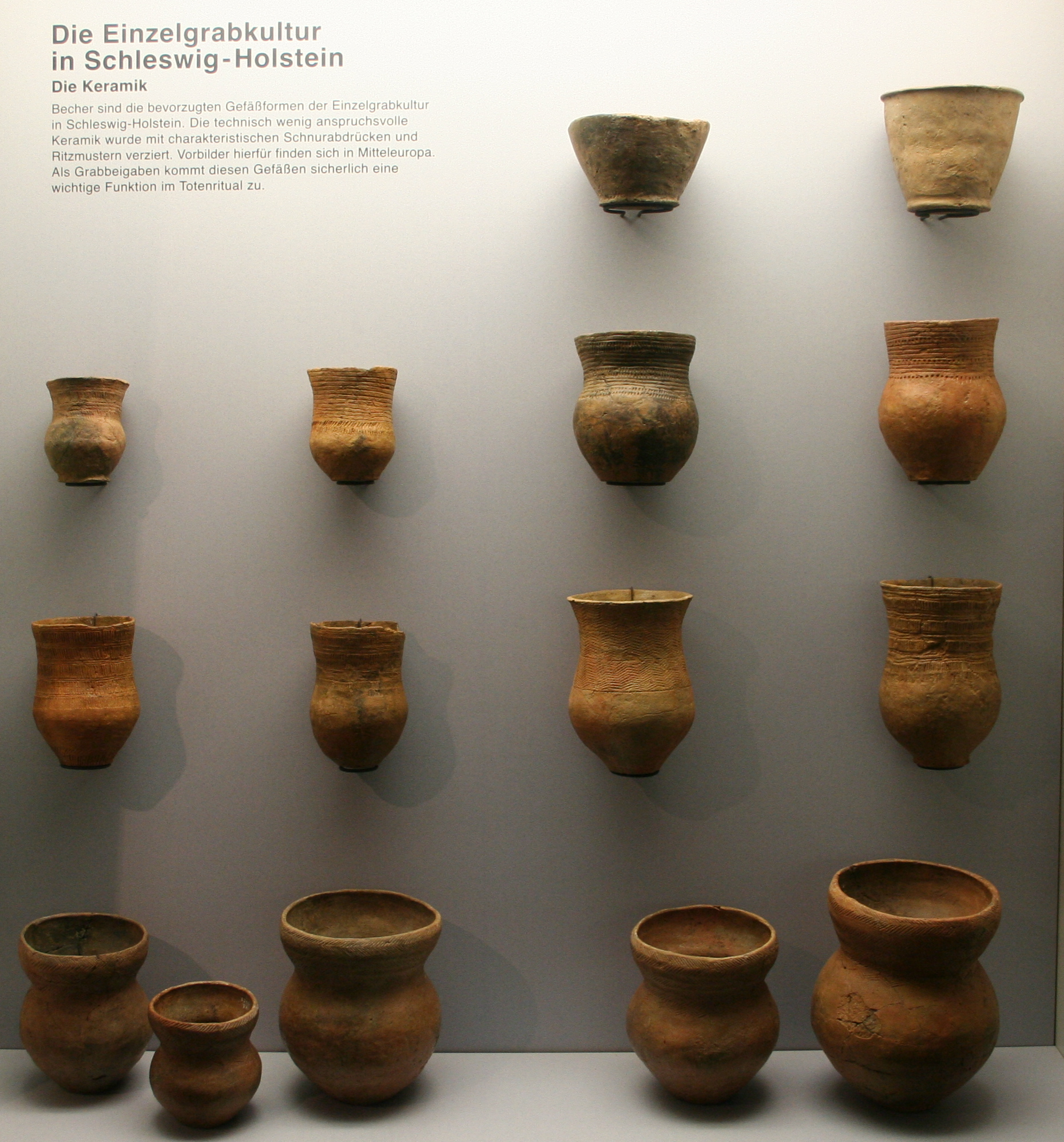
Keramik der Einzelgrabkultur

Hübner hat die lang genutzte Keramiktypologie Globs, der auch Struve folgte, modifiziert und neue Termini eingeführt. Sie differenziert die Gefäßformen A bis F. In der Kernregion Jütland ist die höchste Formen- und Verzierungsvielfalt zu beobachten.
Der Begriff der A-Becher vereint diverse Formen s-förmig geschweifter Gefäße verschiedener Größe und Verzierung. Hier sind die „klassischen Schnurbecher“ (überregionales Phänomen) des JN I ebenso enthalten wie die späten Riesenbecher (A19). Bereits im JN I lassen sich regionale Unterschiede entdecken. So ist bsp. Der A1-Becher vor allem in Jütland, der A2-Becher in Schleswig-Holstein verbreitet. Beide Varianten vereint, dass Schnurlinien im oberen Bereich des Gefäßes auftreten. Diese Becher sind nicht in den frühesten Bestattungen des JN Ia vorhanden, sondern erst ab dem JN Ib, was die Existenz einer frühen, keramiklosen Phase andeutet. Mit dem JN Ic erweitert sich das Spektrum, indem die Typen A3 bis 6 hinzutreten. In dieser Phase werden zudem sog. Fischgrätenmotive/Tannenzweigmotive häufig, besonders in Schleswig-Holstein.
Im JN II ist als Verzierungstechnik nun gelegentlich der sog. Zahnstock zu beobachten, zudem vergrößert sich die Verzierungszone nach unten. Zudem sind gelegentlich bestimmte Muster zu beobachten, in denen verzierte und unverzierte Zonen sich abwechseln. Es treten Becherformen mit tieferen Bauchumbrüchen hinzu.
Mit dem JN III treten Furchenstich und Cardium als weitere Verzierungstechniken hinzu. In Jütland werden die A-Becher unpopulär und durch B- und C-Becher ersetzt. In Norddeutschland sind Becher der typen A10 bis 19 festzustellen, während B- und C-Becher hier komplett fehlen. Im JN III sind zudem vermehrt unverzierte Becher festzustellen. Dies betrifft auch die gebauchten Becher A17 bis 19 (Riesenbecher), die zur spätneolithischen Sequenz überleiten. In Schleswig-Holstein ist im JN II bis III der A14-Becher häufig, der aufgrund seines deutlich gewölbten Halses auch als Kragenbecher bezeichnet wird. Die von Hübner postulierte ostseenahe Verbreitung dieser Variante wurde falsifiziert.
Die B-Becher sind Becher mit geraden Wänden. Sie sind im Jungneolithikum III Jütlands vorhanden und übersteigen in ihrer absoluten Anzahl jene der anderen Formen des gesamten Jungneolithikums. Außerhalb Jütlands wurden sie bislang nicht im Kontext der Einzelgrabkultur beobachtet.  Allerdings sind geradwandige Becher in hoher Anzahl aus Bestattungen der späten Schnurkeramik Mitteldeutschlands und Böhmens bekannt, zudem aus Teilen Polens. neben der Form sind auch einige Verzierungselemente ähnlich den dänischen. Hier sind vertikale Linienmotive und vertikale komplexe Motive hervorzuheben, da vertikale Verzierungen ansonsten den Komplexen Schnurkeramik, Einzelgrabkultur und Glockenbecher unbekannt sind. Das Vorkommen in den verschiedenen Regionen bezeugt einen anhaltenden überregionalen Austausch zwischen der initialen Verbreitung der Schnurkeramik und der späteren Verbreitung von Bronze.
Die C- und D-Becher werden als Siedlungskeramik angesprochen. Aufgrund ihrer überregionalen Signifikanz sind die D3- und D3b-Becher von Interesse. Erstere werde auch Wulstleistentöpfe, letztere auch Wellenleistentöpfe genannt. Diese charakterisieren mittel- und süddeutsche Siedlungsbefunde.
Weiterhin sind Schalen bekannt, die als Typ E angesprochen werden und Amphoren, Typ F. Die Amphoren bilden in anderen Regionen wie Mitteldeutschland und Böhmen eine häufige Fundgattung. In Dänemark sind sie dagegen sehr selten und in Schleswig-Holstein beinahe absent.

### Felsgesteingeräte

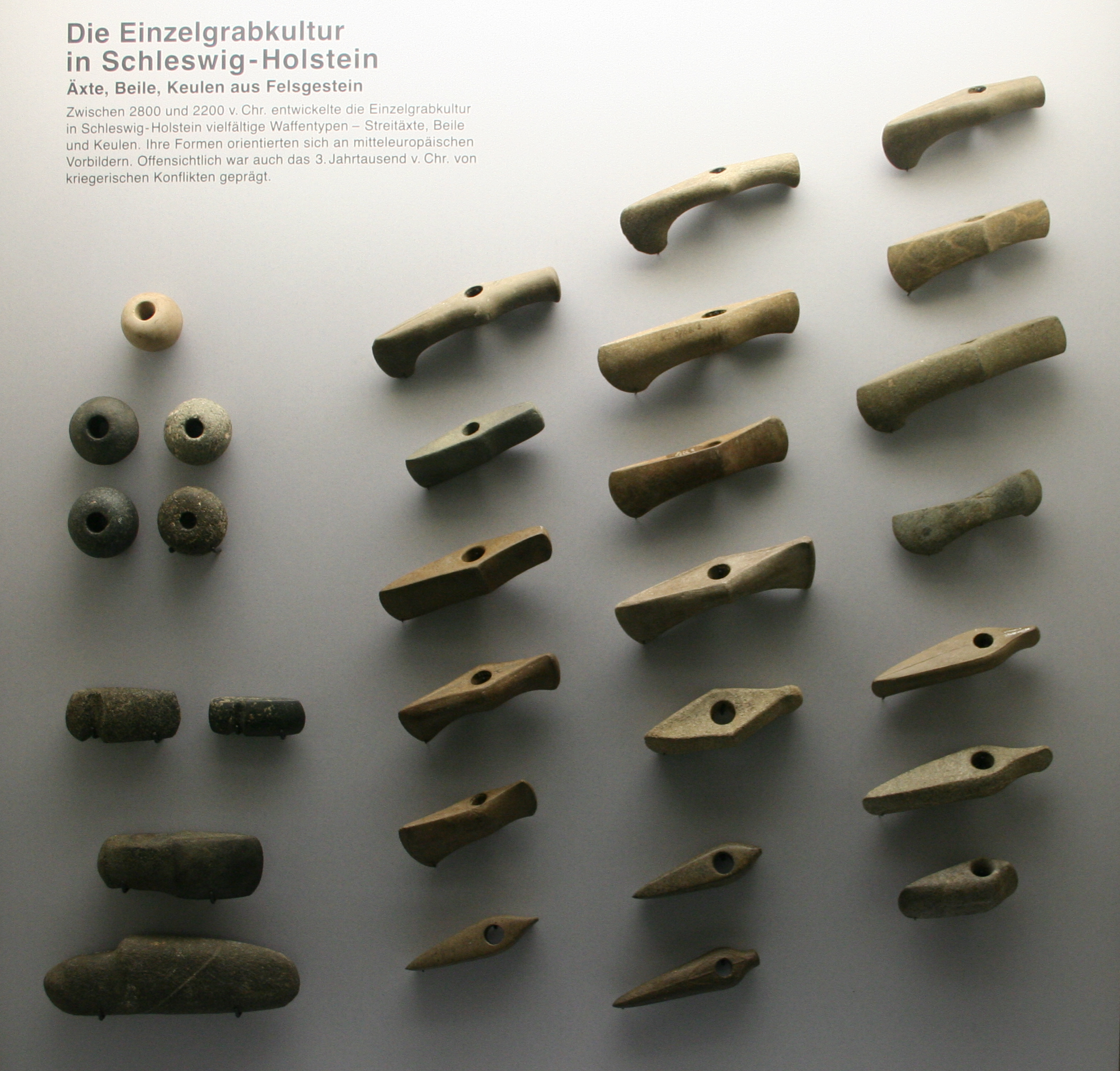
Äxte, Beile und Keulenköpfe der Einzelgrabkultur

In der Archäologie wird der Begriff Felsgestein in Abgrenzung zu Silices für eine Vielzahl unterschiedlicher Materialien genutzt. Das Rohmaterial der Streitäxte wurden in verschiedenen Studien analysiert. So wurden in Bereich der Einzelgrabkultur vor allem solche Gesteine genutzt, die in den lokalen Moränen vorkommen. Das häufigste Material sind Diabas (zumindest in Schleswig-Holstein der sog. Åsby-Diabas). Hierneben wurden u. a. Diorite und Basalte genutzt.

#### Streitäxte
Viele archäologische Kulturen sind über ihre Gefäßkeramik definiert, nach außen abgegrenzt und über diese intern (typochronologisch) gegliedert. Für die Einzelgrabkultur sind die Streitäxte als Leitfossil anzusprechen. Die Streitäxte (auch jütische Streitäxte, Einzelgrabäxte) bilden gut differenzierbare Typen, die zudem chronologisch signifikant sind. Generell sind auf Grundlage der Studie Globs und hierauf aufbauend Hübners die Typen A bis L, jeweils mit etlichen Untertypen zu unterscheiden.
Im JN I wurden die Typen A bis F genutzt. Die A1-Axt ist eine Form, die überregional zu finden ist und vielerorts als A-Axt (oder paneuropäische Hammeraxt) angesprochen wird. Die A2- und A3-Äxte hingegen sind Formen, die beinahe ausschließlich im Gebiet der Einzelgrabkultur vorkommen; besonders in Jütland, weniger bereits in Schleswig-Holstein. Ähnlich lässt sich für die meisten anderen Formen der Typen B bis L feststellen, dass der größte Variantenreichtum und die elaboriertesten Formen in Jütland vorkommen. Von hier aus nimmt die Vielfalt kontinuierlich ab.
Im JN II wurden vor allem Äxte der Varianten H, G und I verwendet. Die I-Äxte werden aufgrund ihrer Form auch als Bootsäxte bezeichnet.
Im JN III wurden vor allem die K- und L-Äxte genutzt. K-Äxte (in Mecklenburg-Vorpommern lt. Jörn Jacobs die häufigste Form) besitzen leicht bis stark zum Nacken verschobene Schaftlöcher. Dies ist eine späte Entwicklung, vorher herrschten mittelständige Schaftlöcher vor. Zudem lassen sich im JN III sowohl sehr lange und künstlerisch gestaltete Streitäxte (z. B. Typ K1) neben sehr kleinen und plumpen Varianten (K5) beobachten. Dies deutet an, dass die sich die Bedeutung der Streitaxt diversifiziert. Dies wird weiter durch die erst spät praktizierte Sitte untermauert, dass Streitäxte ab dem im JN III in Mehrobjekthorte integriert wurden (s. u.).
Entgegen etablierter Meinungen sind die meisten Streitäxte nicht aus Bestattungszusammenhängen bekannt, sondern stellen Einzelfunde dar.

#### Zapfenkeile
Zapfenkeile gehören zum Formenbestand des gesamten Jungneolithikums. Sie besitzen eine keilförmige Schneide und einen Absatz zwischen der dicken Schneide dem schlankeren Nacken und im Unterschied zu Äxten kein Schaftloch. Sie gehören einem Formengut an, das in gesamten Verbreitungsgebiet der Einzelgrabkultur zu finden ist, aber mit deutlicher Konzentration im Osten. Sie sind zumeist Einzelfunde und nur aus wenigen Bestattungen bekannt. Die wenigen Grabfunde sind deutlich kürzer als Einzel- und Depotfunde. Im Sachsenwald, Schleswig-Holstein, wurde ein Exemplar von knapp 38 cm gefunden.

#### Keulenköpfe
Jungneolithische Keulenköpfe sind zumeist schlicht gestaltet und rund. Elaborierte Scheibenkeulen, wie sie in der Trichterbecherkultur zu finden sind, fehlen. Keulenköpfe sind ebenso wie Zapfenkeile und Feuersteinhohlbeile vor allem im Osten des Verbreitungsgebietes der Einzelgrabkultur zu finden. Sie stammen regelmäßig aus Grabkontexten. Der Fund eines Keulenkopfes aus Oldenburg in Ostholstein ist aufgrund seines erhaltenen Schaftes hervorzuheben. Dieser ist verziert. Hieraus ergibt sich die Überlegung, dass auch die Stile der Streitäxte verziert gewesen sein können. Mittel der 14C-Methode wurde dieses Exemplar auf 2470–2341 calBC datiert. Auch in Hübners Analyse sind Keulenköpfe ein Phänomen des JN III.

#### Anderes Felsgestein
Es wurden auch Beile aus Felsgestein genutzt. Wie in neolithischen Kulturen üblich sind als weitere Felsgesteingeräte Klopfsteine, Schleif- und Polierstein sowie Mahlsteine zu nennen.

### Feuersteingeräte

#### Feuersteinbeile
Im Jungneolithikum wurden wie im Mittelneolithikum Feuersteinbeile genutzt. Vor allem sind dicknackig-dickblattige Feuersteinbeile zu beobachten. Generell gilt, dass die Einzelgrabbeile mit wesentlich weniger Aufwand als jene der vorangegangenen Trichterbecherkultur gestalte wurden. Sie seien grob gemuschelt, schief und nur im Schneidenbereich an den Breitseiten geschliffen, während die früheren Beile komplett geschliffene Breitseiten und im besten Fall ebenso geschliffene Schmalseiten aufweisen. Diese Annahme stimmt nur jedoch bedingt. Tatsächlich ist das „Einzelgrabbeil“ typisch für das JN II. Im JN I sind gut gearbeitete Exemplare dicknackiger Beile (vor allem Geradbeile, aber auch Querbeile) festzustellen. Zudem nimmt der durchschnittliche Anteil mit Schliff bereits während des Mittelneolithikums ab. Die späten Trichterbecherbeile sind typologisch kaum von den frühen Einzelgrabbeilen zu differenzieren. Insgesamt nimmt die Länge der Beile im Laufe des Jungneolithikums immer weiter ab. Im JN III sind kurze, dicknackige Beile mit hohlgeschliffenen Schneiden vorhanden. Diese sind weit verbreitet im Ostseeraum bis weit in den Bottnischen Meeresbusen hinein. In Dänemark und Norddeutschland ist die Verbreitung stark an die Ostsee gebunden. Im Westen Dänemark, Schleswig-Holstein sowie in Niedersachsen und de Niederlanden fehlen Hohlbeile bislang. In den letzten beiden Regionen kommen hingegen flache Ovalbeile vor. Dünnnackige-dünnblattige Geradbeile sind auch belegt. Auch diese werden im Laufe der Periode immer kürzer. Neben zahlreichen Einzelfunden, stammen Feuersteinbeile aus vielen Bestattungen. Hier tauchen sie häufig in Kombination mit einer Streitaxt auf.

#### Spandolche
Spandolche sind der Definition nach Klingen, die auf einer Seite flächig retuschiert wurden. Bekannte Spandolche Westeuropas sind sog. Grand-Pressigny Dolche. Diese sind auf in Einzelgrabkontexten belegt, vor allem in den Niederlanden, weniger bereits in Nordwestdeutschland. In diesen Regionen lassen sich zudem Spandolche aus lokalen Feuerstein beobachten, die von einigen Forschern als Nachahmung der westeuropäischen Dolche betrachtet werden, von anderen als Weiterentwicklung der Klingen, die vor allem in Bestattungen des JN I vorkommen. Solche „Nachahmungen“ sind auch in Nord- und Nordostdeutschland verbreitet. Neben sind klingenbasierten Spandolchen in Schleswig-Holstein auch Kerndolche belegt. Die spätneolithischen Feuersteindolche, die die Streitaxt als primäres Statusobjekt ablösen, sind auch Kerndolche. Ob die Entwicklung dieser über die schleswig-holsteinischen Exemplare passierte, steht offen.

#### Pfeilspitzen
Jungneolithische Pfeilbewehrungen sind flächenretuschierte Pfeilspitzen sowie querschneidige Projektile. Letztere lassen sich weiter in zumeist ungeschliffene, trapezförmige Exemplare und sogenannte Spanpfeilspitzen gliedern. Querschneidige Pfeilbewehrungen sind aus meso- und neolithischen Kontexten wohlbekannt. Spanpfeilspitzen sind langgezogen-rechteckig, geschliffene Artefakte, die besonders im Südosten der Kimbrischen Halbinsel und den dänischen Inseln vorkommen. Darüber hinaus existieren sogenannte Dreikantpfeilspitzen. Die älteren Exemplare datieren ins Mittelneolithikum. Die jüngeren und elaborierten Formen des späten Mittel- und Jungneolithikums sind im Osten Jütlands, selten im Osten Schleswig-Holsteins, häufig auf den Inseln zu beobachten und werden auch mit der sog. Grübchenkeramischen Kultur assoziiert. Flächenretuschierte Pfeilspitzen sind eine späte Erscheinung und leiten die Sequenz der glockenbecher- und spätneolithischen Pfeilspitzen ein.

### Anderes
Bernsteinobjekte sind eine charakteristische Grabbeigabe in Nordjütland, besonders in der Region Thisted. Hier sind etwa 60 % der Gräber mit Schmuckobjekten aus Bernstein ausgestattet. Gen Süden nimmt der prozentuale Anteil ab. In Nordschleswig sind noch ca. 15 % der Bestattungen mit Bernstein ausgestattet, in Schleswig-Holstein nur noch 7 %. Dieses Gefälle hängt vermutlich mit der Zugänglichkeit zusammen, da der genutzte Bernstein an den Stränden der nordjütische Nordseeküste gesammelt wurde. Neben den zahlreichen Grab-, sind wenige Hortfunde mit Bernsteinobjekten belegt.

## Siedlungs- und Wirtschaftsweise

### Siedlungen
Ein Charakteristikum schnurkeramischer Gruppen ist die relative Siedlungsarmut, die hier im Vergleich zu den tausenden bekannten Grabbefunden sehr auffällig ist. Generell wird dies mit einer leichten Bauweise erklärt, die nur geringe Eingriffe in den Boden bedingt und somit archäologisch kaum zu rekonstruieren ist. Diese Bauweise wird damit in Verbindung gebracht, dass die Menschen nicht ortsfest waren, sondern sehr mobil. Die Siedlungen wurde nur temporär genutzt, womit aufwendige Architekturen obsolet wurden.
Allerdings sind gerade in den Randbereichen der Verbreitung schnurkeramischer Gruppen viele Siedlungsbefunde, oft sogar mit eindeutigen Hausbefunden zu beobachten. Für die Einzelgrabkultur sind entsprechende Befunde in den Niederlanden, Niedersachsen, Schleswig-Holstein und Jütland belegt. Als Beispiel kann die Siedlung Hunte am Dümmer genannt werden, die Hans Reinert bereits in den Jahren 1938–1940 ausgegraben und Rainer Kossian (2007) ausführlich publiziert hat. Jüngst wurde die Siedlung durch Forschende des Sonderforschungsbereiches 1266 in Kiel erneut untersucht. Diese Siedlung bestand aus 24 Häusern der späten Trichterbecher- und Einzelgrabkultur, wovon sich die Hölzer in der feuchten Umgebung gut erhalten haben.
In Niedersachsen und den Niederlanden ist sogar eine Kontinuität spezifischer architektonischer Elemente aus der Trichterbecherkultur vorhanden, zum Teil weisen Dörfer lückenlose Abfolgen auf. Hier sind verschiedene Formen von pfostengebauten Langhäuser vorhanden.
In Jütland sind in einer Spätphase (JN III) vermehrt Siedlungen mit Langhausbefunden zu beobachten. Diese Befunde sind zudem oft mit sog. sunken floors (eingetiefte Bereiche ähnl. Grubenhäusern) assoziiert. Diese Befunde leiten zum Spätneolithikum über. Im frühen JN sind hingegen keine Pfostenhäuser, hingegen vereinzelt runde Strukturen anzutreffen. Diese werden als hüttenähnliche Konstruktionen gedeutet. Dies unterstützt die oben genannte Idee mobiler Gruppen.
In Schleswig-Holstein liegen wenige direkte Siedlungsnachweise vor. Die meisten hiervon sind pfostengebaute Strukturen, die auf mehrphasigen (Trichterbecher und Einzelgrabkultur) Siedlungsplätzen gefunden wurden. Eine eindeutige Datierung ist nicht möglich. Womöglich entsprechen die Befunde in Schleswig-Holstein tradierten Konstruktionsweisen,  ebenso wie in Niedersachsen. Doch kann dies nicht abschließend geklärt werden. Der Fundplatz Wolkenwehe LA 154 weist ebenso wie die frühen dänischen Befunde Anzeichen für hüttenähnliche Strukturen auf. Weiterhin sei auf den Befund Stolpe-Depenau LA 17 hingewiesen. Dieser Befund bildet den einzigen sicher einzelgrabzeitlichen Hausbefund Schleswig-Holsteins.  Dieser Befund stellt kein klassisches Pfostenhaus dar, da der äußere Umriss des Hauses ist eine durchgängige, rechteckige Gräbchenstruktur von 8,4 × 5,4 m. Die Gräbchen bestanden vermutlich aus vielen kleinen, engstehenden Pfosten. Entsprechende Befunde mit dem Namen Flögeln bzw. Limesgård aus trichterbecherzeitlichen Kontexten in Niedersachsen, Schleswig-Holstein sowie auf Bornholm und in Schonen belegt. Der spärlich überlieferte Siedlungsbefund zeigt, dass keine pauschalen Urteile zum Hausbau- und Siedlungssystem zu fällen sind.

### Wirtschaft
Siedlungsmuster und Wirtschaftssysteme stehen miteinander in direkter Verbindung. Die Deutung mobiler und nicht ortsfester Gruppen geht Hand in Hand mit der Annahme, dass schnurkeramischen Gruppen eine Wanderweidewirtschaft attestiert wird. Generell ist vor überregional pauschalisierenden Urteilen zu warnen. Es liegen Nachweise für ortskonstante Siedlungen vor und auch wurden Getreide angebaut. An vielen Fundorten jedoch lässt sich tatsächlich eine mobile und saisonale Lebensweise erkennen, nur steht diese nicht immer mit einer starken viehhalterischen Komponente im Zusammenhang.
So sind in den Niederlanden saisonale Camps zum Fischfang und zur Vogeljagd bekannt. Auch von vielen Siedlungsplätzen in Norddeutschland und Dänemark ist bekannt, dass Jagd und Fischfang eine hohe Bedeutung für die Subsistenz hatten.
Eine extensive Viehwirtschaft ist jedoch auch durch zahlreiche Beobachtungen anzunehmen. Pollenprofile in Jütland, Schleswig-Holstein und Mecklenburg-Vorpommern zeigen, dass bereits in den Jahrhunderten vor Beginn der jungneolithischen Einzelgrabkultur vermehrt Offenland geschaffen wurde (angezeigt durch erhöhte Einträge von Gräsern wie Plantago lanceolata), was vermutlich im Zusammenhang mit der Schaffung und Aufrechterhaltung von Weideland steht. Die Knochen domestizierter Tierarten auf den bekannten Siedlungen stammen vor allem vom Rind, weniger von Schaaf/Ziege und sehr wenig vom Schwein. Dies bekräftigt die Existenz einer Weidewirtschaft.
An Getreide wurden robuste Arten, vorrangig Gerste und daneben Emmer angebaut, wobei die Quellenbasis hier die Beurteilung einschränkt. In einem Becher der ältesten Einzelgrabkultur aus einem geschleiften Hügel von Refshøjgård im Kirchspiel Folby in Ostjütland ist eine unverkohlt erhalten gebliebene Kruste mittels Pollenanalyse, konventioneller Mikroskopie und Rasterelektronenmikroskopie untersucht worden. Die identifizierten Stärkekörner weisen auf Bier hin. Da in der frühen EGK dominierend Gerste angebaut wurde, ergibt sich somit, dass das Trinkgefäß aller Wahrscheinlichkeit nach ein aus Gerste gebrautes Bier enthalten haben dürfte. Das Analyseresultat deutet darauf hin, dass dem Bier kein Honig bzw. Met beigemischt war.
Wichtig ist, dass Veränderungen in Wirtschafts- und Siedlungssystemen bereits im späten Mittelneolithikum erfolgten und nicht an der Wende zum Jungneolithikum. Somit ist dieser Epochenwechsel kein abruptes Ereignis in allen Facetten. Lediglich aus Sicht des Bestattungsbefundes und Teilen der materiellen Kultur sind Neuerungen fassbar, wobei auch diese bei genauer Betrachtung oft zu relativieren sind. Aufgrund dessen ist die kürzlich populär gewordene Migrationshypothese zu hinterfragen (vgl. Diskussion). Diese These stützt sich ohnehin nicht auf soliden Annahmen und sie ist besonders in Bezug auf die Einzelgrabkultur zu hinterfragen. So zeugt beispielsweise die Typologie der Feuersteinbeile von einer lückenlosen Tradition und ebenso, wie soeben dargestellt, die Siedlungsmuster.

### Grabenwerk
Um kulturelle Kontinuitäten zu verdeutlichen, sei zuletzt auf einzigartigen Befund hingewiesen. Nahe Albersdorf, Schleswig-Holstein, wurde in der ersten Hälfte des vierten Jahrtausends ein Grabenwerk errichtet. Diese Anlagen finden sich zahlreich in west- und mitteleuropäischen Kontexten dieser Zeit (z. B. Michelsberger Kultur, Trichterbecherkultur). Der genaue Zweck ist unbekannt, doch dienten sie vermutlich auch zur Aufrechterhaltung des kollektiven Gedächtnisses. Die Gräben der Grabenwerke wurden regelmäßig wiederausgehoben (re-cuttings). Zwischen diesen Events können aber wenige Jahrzehnte bis zu zweihundert Jahren vergangen sein. Dies legt eine orale Tradition nahe.
Die meisten dieser Befunde wurden im nördlichen Mitteleuropa, dort wo die jungneolithische Einzelgrabkultur der mittelneolithischen Trichterbecherkultur folgt, noch während des Mittelneolithikums aufgegeben. Das Grabenwerk Albersdorf-Dieksknöll LA 68 jedoch wurde auch während des Jungneolithikums weiterbenutzt. Dieser Befund ist einmalig im weiteren Umkreis und zeugt davon, dass das kollektive Gedächtnis aufrechterhalten wurde. Dies unterstützt die Annahme, dass im Zuge der Verbreitung der Schnurkeramik kein Bevölkerungsaustausch stattfand, wie die rezenten Studien zur aDNA implizieren.

## Bestattungssitten
Am häufigsten für das Verbreitungsgebiet ist zunächst das in die Erde eingetiefte von einem flachen Hügel überdeckte Grab. Zunächst wurden im Kerngebiet (v. a. Jütland) fast nur Einzelbestattungen im schnurkeramischen Muster (Hockerstellung, geschlechtsspezifische Ost-West-Ausrichtung und geschlechtsspezifische Beigaben) angelegt, was einen deutlichen Unterschied zur vorausgehenden Trichterbecherkultur (TBK) darstellen soll, wo vor allem Megalithgräber genutzt wurden. Allerdings wurden auch während der EGK ehemalige Megalithgräber wiederverwendet vor allem in Nord- und Nordostdeutschland.  In Nordjütland kommen später hölzerne Holzkammergräber (dänisch træbyggede gravkiste) und Grabkisten hinzu.  In einer Spätphase lassen sich zudem vermehrt Brandbestattungen feststellen, die auf einen Einfluss aus der mitteldeutschen Schönfelder Gruppe zurückzuführen sind.
P.V. Glob definierte die Begriffe Untergrabzeit, Bodengrabzeit und Obergrabzeit anhand der vertikalen Position der Bestattungen und erkannte hierin eine relative Chronologie. Die Prämisse hierfür ist, dass die Gräber im Laufe der EGK immer weiter oben (bezogen auf das Bodenniveau) angelegt wurden. K. W. Struve übernahm diese Einteilung für Schleswig-Holstein und neuere Studien haben diese relative Chronologie bestätigen können.  Es ist jedoch darauf hinzuweisen, dass die komplette Abfolge Unter- bis Obergrab in einem Grabhügel vereint außerhalb Jütlands nicht bekannt ist.
Im Vergleich zu den mitteldeutschen Gruppen mit Schnurkeramik spielt die Beigabe von Keramikgefäßen eine untergeordnete Rolle im Bestattungsritual, hingegen sind Streitäxte weitaus häufiger vertreten. Dieses Muster wird am Ende der EGK umgekehrt. Keramik wird häufiger, Streitäxte verlieren drastisch an Bedeutung. Ihre Beigabenfrequenz sinkt von 70 % in der frühen auf 29 % in der späten Phase.

## Hort- und Einzelfunde
Die Trichterbecherkultur ist dafür bekannt, dutzende Horte angelegt zu haben. Diese beinhalten vorrangig Feuersteinbeile. Abertausende Feuersteinbeile wurden zudem als Einzelfunde deponiert. Doch auch von der jungneolithischen Einzelgrabkultur wurden zahlreiche Horte und Einzelfunde deponiert. Diese umfassen zumeist dicknackig-dickblattige Feuersteinbeile, daneben auch Hohlbeile des JN III. Ebenfalls im JN III werden erstmals Streitäxte in Mehrobjektdepots deponiert, während vormals ausschließlich Einzelfunde belegt sind. Dies untermalt die oben genannte potenzielle Veränderung der Bedeutung der Streitaxt, die sich auch aus morphologischen Gesichtspunkten ergibt (s. o.). Wenige Bernsteinhorte sind belegt. Hier sind gleich zwei aus dem Satrupholmer Moor im Kreis Schleswig-Flensburg zu nennen. Ein einzigartiger Befund stammt aus der Wakenitz bei Groß Sarau. Hier wurde eine späte Streitaxt (14C-datiert auf 2465 calBC [3940±30 BP]) zusammen mit Felsgesteinbeilen und zwei Steinen gefunden, die als Ambossteine gedeutet werden. Dies bezeugt die Verarbeitung von Metall zu einer Zeit, für die bislang noch keine Metallerzeugnisse im näheren Umfeld belegt sind. Die nächstgelegenen ähnlichen Funde stammen aus den Niederlanden sowie aus Mitteldeutschland. Diese werden mit dem Glockenbecherphänomen assoziiert.